# ピガッツァーノ
ピガッツァーノ（伊: Pigazzano）は、イタリアのエミリア＝ロマーニャ州ピアチェンツァ県トラーヴォに属する分離集落（フラツィオーネ）。ピアチェンツァの南西24kmに位置する。

## 名所
ポー平原を一望できる風光明媚な景観で知られ、夜にはミラノ・リナーテ国際空港などの夜景も楽しめる。域内には黒いオフィオライトがしゅう曲した「ピエトラ・パルチェッラーラ」という山があり、標高は836mでそれほど高くないが、その色調と屹立する山容は周囲の丘陵を圧倒している。頂からはトレビア渓谷、ボッビアーノ渓谷、ルレッタ渓谷方面を見渡すことができる。これとは別にピッレローネ山という山もある。
周囲の森には多くの小径がめぐらされており、トレビア渓谷とルレッタ渓谷間の尾根からは緑の美しい眺望が広がる。

## 祭事
聖母の被昇天（8月15日）の前後3日間には、毎年「ピガッツァーノの友」協会が「ピガッツァーノ・ソット・レ・ステッレ」という祭りを開いている。